# Magischer Klub Wien
Der Magische Klub Wien ist nicht nur die älteste Vereinigung von Zauberkünstlern in Österreich, sondern auch einer der ältesten Zauberklubs der Welt. Gegenwärtiger Präsident des Klubs ist Magic Christian. Derzeit umfasst der Klub 43 ordentliche Mitglieder sowie ungefähr 15 jugendliche Mitglieder.
Die Organisation gehört dem internationalen Dachverband Fédération Internationale des Sociétés Magiques an.

## Geschichte von 1908 bis 1945
Gegründet wurde der Klub 1908 vom Wiener Lehrer Ludwig Brunner. Dieser versuchte schon 1907 durch Aufrufe in Wiener Tageszeitungen Kontakte zu anderen Amateurzauberkünstlern herzustellen. Anfangs war der Beitritt zum Klub nur Amateuren gestattet. Dementsprechend lautete der Gründungsname auch: „Klub der Amateure für Magische Kunst.“
Da sich im Lauf der folgenden Jahre jedoch immer mehr Berufskünstler für eine Mitgliedschaft im Klub interessierten, wurde der Name des Klubs 1921 in „Magischer Club in Wien“ geändert.
Berühmte Mitglieder in den Jahren vor dem Zweiten Weltkrieg waren unter anderem Valentino Graziadei, C. H. Larette, Okito, Kalanag, Hans Trunk und Ottokar Fischer. Dieser war auch über einen langen Zeitraum der Präsident des Klubs.
Der Klub unterhielt außerdem enge Verbindungen zu dem Magischen Zirkel von Deutschland, der Vereinigung der Ungarischen Amateur-Magier, der Society of American Magicians, dem Magischen Zirkel Graz und auch zu der Tokio Kijitsu Kenkyukai Gesellschaft zu Erforschung der Zauberkunst.
Nach dem Anschluss Österreichs 1938 an Hitlerdeutschland wurde der Klub zusammen mit der Vereinigung für Magische Kunst und der Magischen Runde in den Magischen Zirkel von Deutschland als Ortszirkel Wien eingegliedert.

## Geschichte seit 1945
Schon kurz nach Kriegsende wurde der Verein unter Hans Trunk, Franz Holl und  Anton Stursa neu gegründet. Der Klub ist Gründungsmitglied der FISM, des Weltdachverbandes der Zauberkünstler-Vereine im Jahr 1948. 1958 wurde der FISM-Weltkongress der Magie vom Magischen Klub Wien unter der Leitung von Willy Seidl senior  erfolgreich in Wien veranstaltet. Unter der Leitung des langjährigen Präsidenten Peter Heinz Kersten wurde der Klub achtzehn Jahre später im Jahr 1976 zum zweiten Mal mit der Ausrichtung eines FISM-Weltkongresses betraut. Damals trafen ungefähr 1800 Zauberkünstler aus aller Welt in Wien zusammen.
1982 gehörte der Magische Klub Wien zu den Gründungsmitgliedern des „Magischen Ring Austria“. Diesem gehört er jedoch heute nicht mehr an. Im Jahr 1989 übernahm Magic Christian die Präsidentschaft des Klubs von Peter Heinz Kersten. Kersten hatte die Präsidentschaft von 1962 bis 1989 inne. Nach der Wahl kam es zu einer Trennung mehrerer Mitglieder, unter ihnen befand sich auch Peter Heinz Kersten. Diese Gruppe gründete im selben Jahr den Magischen Cercle Wien.
Eine der ersten Handlungen Magic Christians war die Gründung eines Jugendklubs, der sich zum Ziel setzte, junge Zauberkünstler zu finden und zu fördern und die verkrusteten Strukturen des Klubs aufzubrechen. Viele junge, begeisterte Zaubereleven haben seither den Weg zur Zauberkunst gefunden. Seit 1991 gibt es auch ein eigenes Klublokal, in dem sich die Klubmitglieder treffen und auch mehrmals im Jahr Seminare mit weltbekannten Zauberkünstlern zur Weiterbildung stattfinden.
Seit Jahren veranstaltet der Klub mehrmals im Jahr so genannte Gästeabende, seit 1991 im Wiener Hotel Stefanie, dem ältesten 4-Sterne-Hotel Wiens. In diesen Gästeabenden zeigen die Mitglieder und Künstler des Klubs vor einem ausgewählten Publikum ihr Können.
Zum 200. Geburtstag des legendären Wiener Zauberkünstlers Johann Nepomuk Hofzinser beteiligte sich der Klub im Jahr 2006 an der Organisation einer Matinee in den Wiener Kammerspielen, in welchem Kunststücke Hofzinsers von internationalen Zauberkünstlern sowie von Mitgliedern des Klubs dargeboten wurden. 2008 wurde die 100-Jahr-Feier mit einer großen internationalen Galavorstellung im Wiener Volkstheater und einem Zauberkünstlertreffen im Naturhistorischen Museum gefeiert. Eine umfangreiche Festschrift wurde zu diesem Anlass aufgelegt, die alle Namen der Mitglieder des Klubs seit 1908 und interessante Beiträge und Informationen zum Klubleben enthält.

## Vereinsziel
Ziel des Klubs ist die Förderung und Unterstützung der Zauberkunst. Der Magische Klub Wien bekämpft außerdem die Aufdeckung und Erklärung von Zauberkunststücken in der Öffentlichkeit. Die Zauberkunst gehört zu den Unterhaltungsformen, die weder sexistisch, rassistisch oder an eine Altersgruppe gebunden sind. Zauberkunst soll Freude und Staunen erregen und die Wahrnehmung täuschen. Es ist die einzige Kunstform, die spontan zum Denken anregt: „Wie macht er das?“

## Mitgliedschaft
Die Anwärter für die Aufnahme in den Magischen Klub müssen mindestens 16 Jahre alt sein. Jedem Anwärter wird in der Vorbereitungszeit ein Pate zugeteilt, welcher ihn bei der Vorbereitung für die Aufnahmeprüfung unterstützt. Aufnahmeprüfungen finden an zwei Klubabenden im Jahr statt. Sie bestehen aus einem praktischen und einem theoretischen Teil. Der praktische Teil muss mindestens zwölf Minuten lang dauern und manipulative Teile für die Bühne enthalten. Der theoretische Teil besteht aus Fragen über die Geschichte, Literatur, Fachausdrücke und herausragende Vertreter der Zauberkunst. Alle ordentlichen anwesenden Mitglieder des Klubs sind berechtigt, über die Aufnahme des Kandidaten abzustimmen. Zum Bestehen der Aufnahmeprüfung ist eine 2/3-Mehrheit notwendig.

## Präsidenten
- 1908–1909: Ludwig Brunner, Vizepräsident von 1909 bis 1922
- 1909–1913: Ottokar Fischer
- 1914–1929: Franz Marschall
- 1930–1938: Ottokar Fischer
- 1938–1945: Willibald Cerny
- 1945–1953: Hans Trunk
- 1953–1955: Franz Holl
- 1955: Willibald Cerny, gewählt und Rücktritt aus gesundheitlichen Gründen
- 1955–1956: Anton Stursa
- 1956–1957: Hans Trunk
- 1958–1961: Franz Holl
- 1962–1988: Peter Heinz Kersten
- seit 1989: Magic Christian